# گویراتینگا
گویراتینگا (به پرتغالی: Guiratinga) یک منطقهٔ مسکونی در برزیل است که در ماتو گروسو واقع شده‌است. گویراتینگا ۵٬۳۵۸٫۳۲۲ کیلومتر مربع مساحت و ۱۵٬۲۴۵ نفر جمعیت دارد و ۵۱۰ متر بالاتر از سطح دریا واقع شده‌است.